# Erik van der Meer
Erik van der Meer (Utrecht, 7 juli 1967) is een Nederlands voetbalcoach en oud-profvoetballer en huidig voetbaltrainer.
Van der Meer begon bij het Utrechtse VV RUC en USV Elinkwijk. Hij speelde van 1985 tot 1999 als verdediger 287 wedstrijden en maakte hierin drie doelpunten. Van der Meer speelde voor FC Utrecht (1985-95), SC Cambuur (1995-96), Beerschot VAC (1996-97), Real Murcia (1997) en BV Veendam (1997-99). Hij was Nederlands jeugdinternational.
Als trainer begon hij in de jeugd van FC Utrecht waar hij onder andere het tweede elftal onder zijn hoede had. In het seizoen 2004/05 was hij assistent bij RBC Roosendaal onder Jan van Dijk. In juli 2007 begon hij aan de klus in Qatar als assistent van Mark Wotte bij de club Al-Ahli. In januari 2010 keerde Erik weer terug naar Qatar, waar hij ging werken bij Lekhwiya, om vervolgens als hoofdtrainer terug te keren bij Al-Ahli in Doha. In 2011 was hij technisch directeur bij Al-Shamal.
Van 2011 tot 2014 was hij hoofd jeugdopleiding bij Metaloerh Donetsk in Oekraïne. In het seizoen 2014/15 was hij werkzaam in Maleisië als hoofdcoach van Frenz United. Begin 2016 werd hij aangesteld als trainer van Stal Dniprodzerzjynsk. In augustus vertrok hij om persoonlijke redenen bij de in Stal Kamjanske veranderde club. Na een kort verblijf als hoofdtrainer van Qatar SC, tekende Erik van der Meer in juni 2017 een eenjarig contract bij Budapest Honvéd. De Hongaarse club werd in seizoen 2016/17 landskampioen waardoor het team van Erik van der Meer mocht deelnemen aan de voorronde van de UEFA Champions League. In december 2017 werd hij daar ontslagen en keerde terug naar Qatar. Daar werd hij wederom aangesteld als hoofdtrainer van Qatar SC en tekende een contract tot 2019 maar diende dit wederom vanwege privé omstandigheden niet uit. Hij ging in 2018 terug naar Nederland. Tussen 2018 en 2020 was Van der Meer scout voor het Spaanse Alaves. Vanaf februari 2021 was hij meerdere wedstrijden verantwoordelijk voor het nationale team van Saoedi-Arabië onder 20 jaar.